# Entfettung

## Entfettung von Werkstücken
Eine Entfettung ist bei Werkstücken  notwendig, um sie beschichten zu können. Sie müssen daher von produktionsbedingten fettigen Anhaftungen wie Fetten, Schmierölen oder Korrosionsschutzölen befreit werden.
Das geschieht mit so genannten Entfettungsmitteln. Das können organische Lösemittel, wie CKW, FKW, FCKW oder auch nicht halogenierte Mittel sein. Als Alternative bieten sich noch wässerige Lösungen an. Aus Umweltgründen werden in neuester Zeit fast nur noch Letztere eingesetzt. Sie sind allerdings nicht so universell einsetzbar wie organische Lösemittel und müssen daher auf den spezifischen Prozess abgestimmt werden.
Eine Entfettung ist im sauren bis in den alkalischen Bereich möglich, wobei die extremen  Mittel durch annähernd neutrale Entfettungsmittel ersetzt werden sollen. Dazu ist allerdings eine höhere Konzentration an Netzmitteln und Tensiden nötig. Dieser Nachteil wird aber durch eine bessere Umweltverträglichkeit ausgeglichen, da die Abwasserreinigung problemloser und kostengünstig erfolgen kann. Außerdem sind sie in der Lage, tierische und pflanzliche Fette zu verseifen; die Netzmittel lösen nicht verseifbare Rückstände in feinste Teilchen auf.
Um eine Entfettung wirtschaftlich durchführen zu können, gibt es diverse Anlagen. Das Entfettungsmittel kann direkt mit Druck durch Düsen auf das Werkstück aufgespritzt werden, dabei kommt zur chemischen Wirkung noch die mechanische. Ist die Werkstückoberfläche aufgrund komplizierter Formen jedoch schlecht erreichbar, kann es in ein Entfettungsmittel getaucht werden. Bei diesem Verfahren ist der Energiebedarf geringer, aber es gibt keine mechanische Entfernung der Rückstände. Um dieses Problem zu lösen, wird zusätzlich Ultraschall eingesetzt, der Mikro- und Makroturbulenzen erzeugt, um auch Rückstände in den kleinsten Ritzen und Bohrungen zu entfernen. Zusätzlich können hier durch Kaskadenschaltung der Tauchbäder die Chemikalien wesentlich besser ausgenutzt und der Wasserverbrauch deutlich verringert werden.
Ein anderes Verfahren zur Entfettung von Werkstücken ist die Vibrationsreinigung.
Unter Umständen wird nach der Entfettung noch eine Dekapierung durchgeführt, bevor die Teile weiter bearbeitet werden.

## Entfettung von Pflanzendrogen
Vor der Gewinnung pharmazeutischer Wirkstoffen aus pflanzlichen Drogen müssen diese häufig zunächst entfettet werden, insbesondere wenn es sich um fetthaltige Pflanzensamen handelt.
Als Entfettungsmittel werden nach den Vorschriften der Arzneibücher unter anderem eingesetzt: Aceton, Dichlormethan, Dichlorethan, Petrolether.